# (6066) Hendricks
(6066) Hendricks (1987 SZ3) – planetoida z pasa głównego asteroid okrążająca Słońce w ciągu 3,66 lat w średniej odległości 2,37 j.a. Odkryta 26 września 1987 roku.